# شارع عمر المختار (البيضاء)
شارع عمر المختار، أو ما يعرف بشارع المستشفي ويعتبر هذا الاسم هو الأشهر ويعتبر ثاني أكبر شوارع مدينة البيضاء بليبيا، حيث يمر شارع المستشفي بعدة أحياء حي الغريقة وحي الخنساء وحي الأخضر. يرجع اسمه إلى اسم أسد الصحراء عمر المختار، أمام سبب شهرت باسم شارع المستشفي يرجع لوجود مستشفي بمنتصف الشارع.
يعتبر من الشوارع التجارية في المدينة إذ تنتشر به المحال الغذائية واللحوم والغذائية يوجد بها مفترق الحوت «سوق الحوت» كما يشهد ازدحاما في فترات باستمرار بسبب وجود المحلات الغذائية واللحوم والمستشفي في آن واحد.

## مشكلات يعانيه
يعتبر شارع المستشفي ثاني كبرى شوارع مدينة البيضاء ويحمل اهمية كبيرة لوجود مستشفى الثورة ومستفي عمر المختار للإسعاف والطوارئ به، والذي يشكل ملاذاً وحيداً لأغلب سكان منطقة الجبل الأخضر وسيارات الإسعاف التي تعبر هذا الشارع بصعوبة بالغة لتصل إلى مبنى الإسعاف التابع للمستشفى، وهذا الشارع يعانى منذ فترة من الازدحام كما هو حال معظم شوارع مدن ليبيا، وهو شارع طويل يصل إلى حوالى خمسة كيلومترات، مزدوج وبه رصيف صغير في المنتصف إلى ان يقترب من بداية سور المستشفى ليقطع الرصيف الصغير في المنتصف لفسح المجال امام المستشفى وبواباته للدخول والخروج والإسعاف، وإعطاء نوع من المناورة لقائدى السيارات لفسح المجال امام سيارات الإسعاف والمسعِفين.